# سنترو دیجیتال پیکچرز
سنترو دیجیتال پیکچرز به انگلیسی :Centro Digital Pictures  یک شرکت فعال در زمینه ی جلوه های بصری تولید دیجیتال بود که دفتر مرکزی آن در هنگ‌کنگ قرار داشت. این شرکت در دههٔ ۱۹۹۰ میلادی شکل گرفت و به مرور زمان به یکی از مهم‌ترین استودیوهای جلوه‌های ویژه در آسیای شرقی تبدیل شد.